# 10265 Gunnarsson
10265 Gunnarsson eller 1978 RY6 är en asteroid i huvudbältet som upptäcktes den 2 september 1978 av den svenske astronomen Claes-Ingvar Lagerkvist vid La Silla-observatoriet i Chile. Den är uppkallad efter astronomen Marcus Gunnarsson.
Asteroiden har en diameter på ungefär 7 kilometer.